# Place de Mexico
Koordinaten: 48° 51′ 55,7″ N, 2° 16′ 59,9″ O
Die Place de Mexico ist ein Platz im Quartier de la Porte-Dauphine des 16. Arrondissements von Paris.

## Lage
An ihr werden die von Osten nach Westen verlaufende Rue de Longchamp sowie die von Norden nach Süden verlaufende Rue des Sablons unterbrochen. Ferner kontaktiert der Platz die von hier aus in Richtung Nordwesten verlaufende Rue des Belles Feuilles, die nach Südosten verlaufende Avenue d’Eylau und die in südwestliche Richtung führende Rue Decamps.

## Namensursprung
Bevor der Platz 1957 wegen der nahe gelegenen Botschaft Mexikos (9, Rue de Longchamp) seinen heutigen Namen erhielt, trug er die Bezeichnung Rond-Point de Longchamp.

## Geschichte

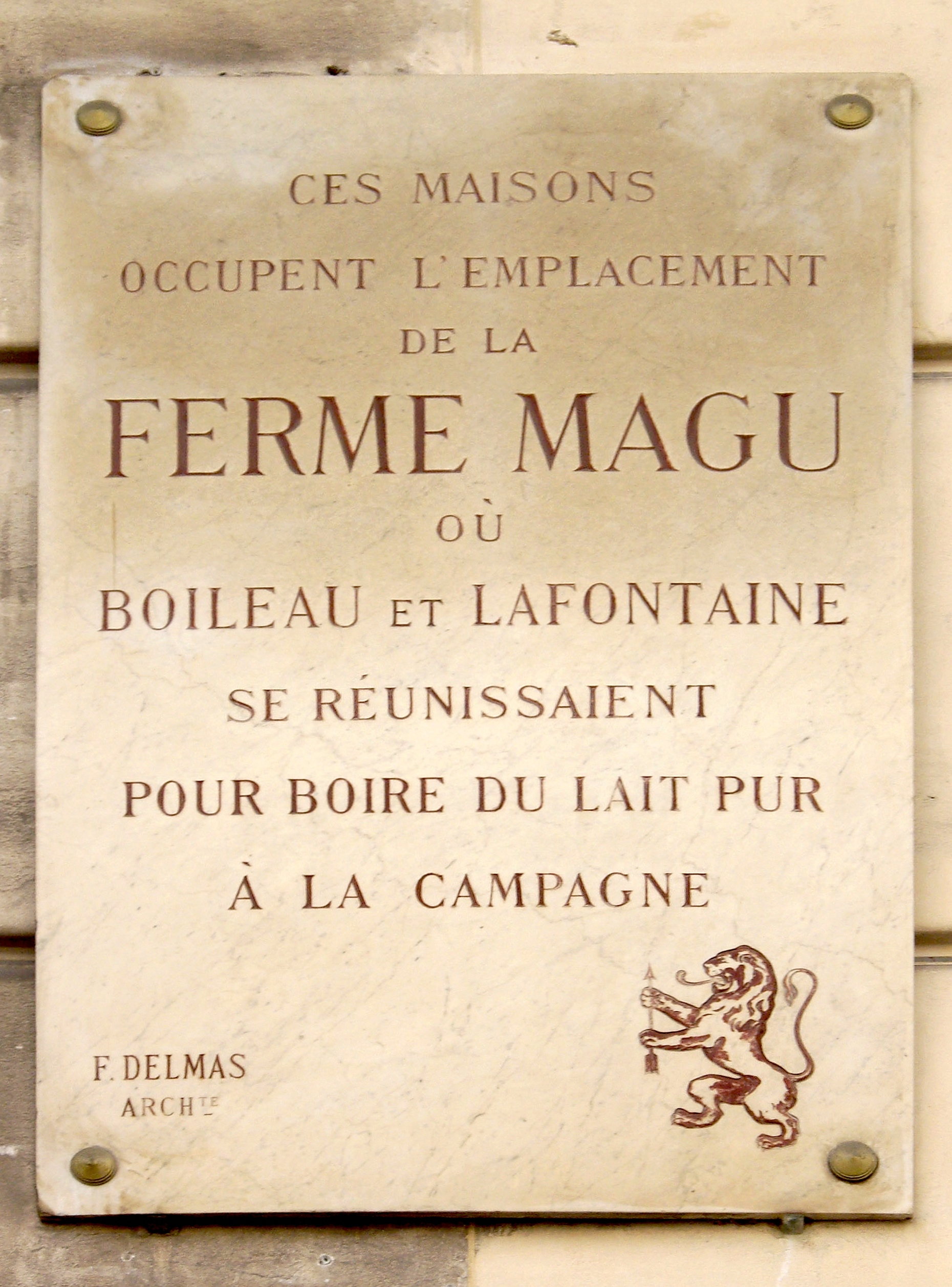
In der ehemaligen Ferme Magu tranken Boileau und La Fontaine frische Milch.

An seiner Stelle befand sich einst ein Bauernhof (die „Ferme Magu“), auf dem die großen französischen Dichter Boileau (1636–1711) und La Fontaine (1621–1695) bei ihren Ausflügen in den damals noch ländlichen Bereich vor den Toren der französischen Hauptstadt gelegentlich eine Pause einlegten und frische Milch tranken (siehe Foto).

## Sehenswürdigkeit
Im Zentrum steht die Skulptur Terre du Mexique en terre de France von Agueda Lozano, die Mexiko 2006 gestiftet hat.